# Гермогенов, Николай Николаевич
Николай Николаевич Гермогенов (род. 26 августа 1990) — российский шашист (русские шашки и международные шашки), серебряный призёр 2-х Всемирных интеллектуальных игр в Лилле (бразильские шашки), Чемпион России по международным шашкам 2014 года, бронзовый призёр чемпионата России по русским шашкам 2013 года (быстрые шашки). Международный гроссмейстер.

## Биография
Шашками начал заниматься в 9 лет, отец Николая Гермогенова кандидат в мастера спорта по шашкам.
Ныне проходит обучение в СВФУ (магистрант Института математики и информатики), проживает в Якутске. Тренируется у Василия Кононова.

## Спортивные достижения

### Чемпионат мира
- 2019 года (14 место).
- 2021 (10 место)

### Чемпионат Европы
- 2014 (24 место)[3]
- 2018 (5 место)